# Список Героев Советского Союза (Горбач — Грецкий)
В настоящем списке представлены в алфавитном порядке все Герои Советского Союза, чьи фамилии начинаются с буквы «Г» (всего 756 человек, из них 15 удостоены звания дважды). Список содержит даты Указов Президиума Верховного Совета СССР о присвоении звания, информацию о роде войск, должности и воинском звании Героев на дату представления к присвоению звания Героя Советского Союза, годах их жизни.
Ударения в фамилиях Героев приведены по книге «Герои Советского Союза: Краткий биографический словарь / Пред. ред. коллегии И. Н. Шкадов. — М.: Воениздат, 1987. — Т. 1 /Абаев — Любичев/. — 911 с. — 100 000 экз. — ISBN отс., Рег. № в РКП 87-95382.».
- Персиковым цветом  в таблице выделены Герои, удостоенные звания дважды и более раз.
- Серым цветом  в таблице выделены Герои, представленные к званию посмертно.

| Навигационная таблица | Навигационная таблица                |
| --------------------- | ------------------------------------ |
| «Г»                   | Габайдулин Геннадий — Гаркуша Кузьма |
| «Г»                   | Гаркуша Николай — Гнидаш Кузьма      |
| «Г»                   | Гнидо Пётр — Горбач Михаил           |
| «Г»                   | Горбач Феодосий — Грецкий Пётр       |
| «Г»                   | Гречаный Парфентий — Губанов Николай |
| «Г»                   | Губарев Алексей — Гущин Фёдор        |

| № п/п | Фамилия Имя Отчество                                                           | Дата Указа            | Род войск    | Должность | Звание                                    | Годы жизни               | БС ГС НЛ                        |
| ----- | ------------------------------------------------------------------------------ | --------------------- | ------------ | --- | ----------------------------------------- | ------------------------ | ------------------------------- |
| 383   | Горба́ч Феодосий Родионович укр. Горбач Феодосій Родіонович                     | 31.05.1945            | пехота       | командир отделения мотострелкового батальона 19-й гвардейской механизированной бригады 8-го гвардейского механизированного корпуса 1-й гвардейской танковой армии 1-го Белорусского фронта | гвардии младший сержант                   | 1912 — 29.01.1945        | [ БС 1 ] [ ГС 1 ] [ НЛ 1 ]      |
| 384   | Горбачёв Афанасий Семёнович                                                    | 27.02.1945            | связисты     | командир отделения взвода связи 55-го гвардейского кавалерийского полка 15-й гвардейской кавалерийской дивизии 7-го гвардейского кавалерийского корпуса 1-го Белорусского фронта | гвардии старший сержант                   | 04.02.1919 — 03.05.1967  | [ БС 2 ] [ ГС 2 ] [ НЛ 2 ]      |
| 385   | Горбачёв Вениамин Яковлевич                                                    | 06.04.1945            | генерал      | командир 383-й стрелковой дивизии 33-й армии 1-го Белорусского фронта | генерал-майор                             | 06.04.1915 — 01.07.1985  | [ БС 3 ] [ ГС 3 ] [ НЛ 3 ]      |
| 386   | Горбачёв Дмитрий Филиппович                                                    | 24.03.1945            | танкист      | командир роты танков Т-34 27-й гвардейской отдельной танковой бригады 27-й армии 2-го Украинского фронта | гвардии капитан                           | 1919 — 22.09.1944        | [ БС 3 ] [ ГС 4 ] [ НЛ 4 ]      |
| 387   | Горбачёв Иван Петрович                                                         | 24.03.1945            | пехота       | командир взвода автоматчиков 170-го гвардейского стрелкового полка 57-й гвардейской стрелковой дивизии 8-й гвардейской армии 1-го Белорусского фронта | гвардии младший лейтенант                 | 24.03.1923 — 14.03.2003  | [ БС 3 ] [ ГС 5 ] [ НЛ 5 ]      |
| 388   | Горбачёв Михаил Никифорович                                                    | 13.03.1944            | авиация      | командир отряда 11-го гвардейского авиационного полка 9-й гвардейской авиационной дивизии 6-го авиационного корпуса Авиации дальнего действия | гвардии старший лейтенант                 | 07.11.1917 — 06.08.1955  | [ БС 3 ] [ ГС 6 ] [ НЛ 6 ]      |
| 389   | Горбаче́вский Александр Иванович укр. Горбачевський Олександр Іванович          | 04.02.1944            | авиация      | командир эскадрильи 29-го гвардейского истребительного авиационного полка 275-й истребительной авиационной дивизии 13-й воздушной армии Ленинградского фронта | гвардии капитан                           | 20.09.1918 — 08.12.1989  | [ БС 3 ] [ ГС 7 ] [ НЛ 7 ]      |
| 390   | Горбе́нко Иван Тихонович укр. Горбенко Іван Тихонович                           | 24.03.1945            | артиллерия   | командир 743-го отдельного истребительно-противотанкового артиллерийского дивизиона 3-го гвардейского механизированного корпуса 43-й армии 1-го Прибалтийского фронта | капитан                                   | 17.05.1919 — 22.09.1944  | [ БС 3 ] [ ГС 8 ] [ НЛ 8 ]      |
| 391   | Горбко́ Юрий Николаевич укр. Горбко Юрій Миколайович                            | 21.03.1940            | авиация      | командир эскадрильи 50-го скоростного бомбардировочного авиационного полка 18-й скоростной бомбардировочной авиационной бригады 7-й армии Северо-Западного фронта | капитан                                   | 23.03.1908 — 27.05.1942  | [ БС 3 ] [ ГС 9 ] [ НЛ 9 ]      |
| 392   | Горбунко́в Григорий Фёдорович                                                   | 27.02.1945            | инженер      | командир отделения инженерно-минной роты 34-й гвардейской мотострелковой бригады 12-го гвардейского танкового корпуса 2-й гвардейской танковой армии 1-го Белорусского фронта | гвардии сержант                           | 1897 — 21.04.1945        | [ БС 4 ] [ ГС 10 ] [ НЛ 10 ]    |
| 393   | Горбуно́в Александр Матвеевич                                                   | 01.05.1943            | авиация      | стрелок-бомбардир 367-го бомбардировочного авиационного полка 132-й бомбардировочной авиационной дивизии 5-й воздушной армии Закавказского фронта | лейтенант                                 | 21.09.1921 — 22.09.2006  | [ БС 5 ] [ ГС 11 ] [ НЛ 11 ]    |
| 394   | Горбуно́в Андрей Михайлович                                                     | 30.10.1943            | пехота       | командир 237-го стрелкового полка 69-й стрелковой дивизии 65-й армии Центрального фронта | подполковник                              | 16.07.1905 — 28.05.1956  | [ БС 5 ] [ ГС 12 ] [ НЛ 12 ]    |
| 395   | Горбуно́в Владимир Иванович                                                     | 27.02.1945            | пехота       | командир батальона 238-го гвардейского стрелкового полка 94-й гвардейской стрелковой дивизии 5-й ударной армии 1-го Белорусского фронта | гвардии майор                             | 1918 — 18.04.1945        | [ БС 5 ] [ ГС 13 ] [ НЛ 13 ]    |
| 396   | Горбуно́в Дмитрий Иванович                                                      | 24.03.1945            | пехота       | командир взвода 136-го стрелкового полка 97-й стрелковой дивизии 5-й армии 3-го Белорусского фронта | старший сержант                           | 24.10.1924 — 28.07.1944  | [ БС 5 ] [ ГС 14 ] [ НЛ 14 ]    |
| 397   | Горбуно́в Иван Михайлович                                                       | 02.09.1943            | авиация      | заместитель командира эскадрильи 42-го гвардейского истребительного авиационного полка 9-й гвардейской истребительной авиационной дивизии 4-й воздушной армии Северо-Кавказского фронта | гвардии старший лейтенант                 | 25.05.1915 — 29.06.1953  | [ БС 5 ] [ ГС 15 ] [ НЛ 15 ]    |
| 398   | Горбуно́в Илья Павлович                                                         | 15.01.1944            | пехота       | командир отделения 1185-го стрелкового полка 356-й стрелковой дивизии 61-й армии Центрального фронта | сержант                                   | 02.08.1906 — 26.07.1980  | [ БС 5 ] [ ГС 16 ] [ НЛ 16 ]    |
| 399   | Горбуно́в Николай Иванович                                                      | 02.08.1944            | авиация      | командир эскадрильи 31-го истребительного авиационного полка 295-й истребительной авиационной дивизии 9-го смешанного авиационного корпуса 17-й воздушной армии 3-го Украинского фронта | капитан                                   | 15.01.1918 — 19.05.1944  | [ БС 5 ] [ ГС 17 ] [ НЛ 17 ]    |
| 400   | Горбуно́в Степан Петрович                                                       | 23.09.1944            | инженер      | командир отделения 13-го гвардейского отдельного мотоинженерного батальона 17-й мотоинженерной бригады 1-й гвардейской танковой армии 1-го Украинского фронта | гвардии старший сержант                   | 17.08.1902 — 15.12.1969  | [ БС 6 ] [ ГС 18 ] [ НЛ 18 ]    |
| 401   | Горбуно́в Фёдор Ильич                                                           | 22.02.1944            | артиллерия   | командир орудия 69-го гвардейского отдельного истребительно-противотанкового дивизиона 62-й гвардейской стрелковой дивизии 37-й армии Степного фронта | гвардии старший сержант                   | 26.04.1914 — 28.09.1991  | [ БС 7 ] [ ГС 19 ] [ НЛ 19 ]    |
| 402   | Горбу́шко Юрий Фёдорович укр. Горбушко Юрій Федорович                           | 24.03.1945            | танкист      | механик-водитель танка Т-34 48-й гвардейской танковой бригады 12-го гвардейского танкового корпуса 2-й гвардейской танковой армии 1-го Белорусского фронта | гвардии старшина                          | 30.10.1912 — 05.02.1945  | [ БС 7 ] [ ГС 20 ] [ НЛ 20 ]    |
| 403   | Горголю́к Александр Иванович                                                    | 02.09.1943            | авиация      | командир звена 30-го гвардейского истребительного авиационного полка 1-й гвардейской истребительной авиационной дивизии 16-й воздушной армии Центрального фронта | гвардии старший лейтенант                 | 27.08.1919 — 07.05.1993  | [ БС 7 ] [ ГС 21 ] [ НЛ 21 ]    |
| 404   | Горде́ев Александр Семёнович                                                    | 15.01.1944            | кавалерия    | помощник наводчика противотанкового ружья 7-го гвардейского истребительно-противотанкового дивизиона 7-го гвардейского кавалерийского корпуса 61-й армии Центрального фронта | гвардии красноармеец                      | 15.04.1903 — 16.10.1975  | [ БС 7 ] [ ГС 22 ] [ НЛ 22 ]    |
| 405   | Горде́ев Владимир Петрович                                                      | 29.06.1945            | пехота       | командир отделения 245-го гвардейского стрелкового полка 84-й гвардейской стрелковой дивизии 11-й гвардейской армии 3-го Белорусского фронта | гвардии старший сержант                   | 15.12.1917 — 21.06.1988  | [ БС 7 ] [ ГС 23 ] [ НЛ 23 ]    |
| 406   | Горде́ев Наркис Михайлович                                                      | 04.02.1943            | комиссар     | военный комиссар батареи артиллерийско-противотанкового полка 1-й истребительной бригады 1-й истребительной дивизии РГК в составе войск Юго-Западного фронта | политрук                                  | 14.10.1911 — 22.06.1942  | [ БС 8 ] [ ГС 24 ] [ НЛ 24 ]    |
| 407   | Гордие́нко Владимир Гаврилович укр. Гордієнко Володимир Гаврилович              | 26.04.1971            | авиация      | лётчик-испытатель Горьковского авиационного завода имени С. Орджоникидзе Министерства авиационной промышленности СССР | —                                         | 12.11.1934 — 03.07.2014  | ——                              |
| 408   | Гордие́нко Иван Максимович укр. Гордієнко Іван Максимович                       | 30.10.1943            | пехота       | командир 320-й отдельной разведывательной роты 193-й стрелковой дивизии 65-й армии Центрального фронта | старший лейтенант                         | 13.04.1920 — 25.07.1944  | [ БС 9 ] [ ГС 26 ] [ НЛ 25 ]    |
| 409   | Гордие́нко Пётр Павлович укр. Гордієнко Петро Павлович                          | 24.03.1945            | связисты     | командир отделения связи штабной батареи 969-го артиллерийского полка 60-й стрелковой дивизии 47-й армии 1-го Белорусского фронта | сержант                                   | 15.06.1923 — 14.06.1965  | [ БС 9 ] [ ГС 27 ] [ НЛ 26 ]    |
| 410   | Го́рдов Василий Николаевич                                                      | 06.04.1945            | генерал      | командующий 3-й гвардейской армией 1-го Украинского фронта | гвардии генерал-полковник                 | 12.12.1896 — 24.08.1950  | [ БС 9 ] [ ГС 28 ] [ НЛ 27 ]    |
| 411   | Гордопо́лов Геннадий Дмитриевич                                                 | 30.10.1943            | пехота       | заместитель командира батальона 43-го стрелкового полка 106-й стрелковой дивизии 65-й армии Центрального фронта | капитан                                   | 02.04.1913 — 20.03.1982  | [ БС 9 ] [ ГС 29 ] [ НЛ 28 ]    |
| 412   | Го́рев Алексей Ильич                                                            | 23.09.1944            | артиллерия   | наводчик орудия 353-го гвардейского истребительно-противотанкового артиллерийского полка 8-го гвардейского механизированного корпуса 1-й гвардейской танковой армии 1-го Украинского фронта | гвардии красноармеец                      | 15.01.1922 — 17.01.1994  | [ БС 9 ] [ ГС 30 ] [ НЛ 29 ]    |
| 413   | Горегля́д Леонид Иванович бел. Горегляд Леанід Іванавіч                         | 23.02.1948            | авиация      | командир 22-й гвардейской истребительной авиационной дивизии 6-го гвардейского истребительного авиационного корпуса 2-й воздушной армии 1-го Украинского фронта | гвардии подполковник                      | 13.04.1916 — 12.07.1986  | [ БС 9 ] [ ГС 31 ] [ НЛ 30 ]    |
| 414   | Горегля́дов Владимир Степанович                                                 | 24.03.1945            | пехота       | командир батальона 170-го гвардейского стрелкового полка 57-й гвардейской стрелковой дивизии 8-й гвардейской армии 1-го Белорусского фронта | гвардии капитан                           | 05.05.1915 — 03.02.1945  | [ БС 10 ] [ ГС 32 ] [ НЛ 31 ]   |
| 415   | Гореле́нко Филипп Данилович укр. Гореленко Пилип Данилович                      | 21.03.1940            | пехота       | командир 50-го стрелкового корпуса 7-й армии Северо-Западного фронта | комдив                                    | 25.11.1888 — 25.01.1956  | [ БС 10 ] [ ГС 33 ] [ НЛ 32 ]   |
| 416   | Гореле́нков Алексей Иванович                                                    | 15.05.1946            | пехота       | командир батальона 117-го гвардейского стрелкового полка 39-й гвардейской стрелковой дивизии 8-й гвардейской армии 1-го Белорусского фронта | гвардии майор                             | 20.10.1920 — 18.05.2005  | [ БС 10 ] [ ГС 34 ] [ НЛ 33 ]   |
| 417   | Горе́лик Евгений Илларионович                                                   | 29.06.1945            | авиация      | штурман эскадрильи 251-го гвардейского бомбардировочного авиационного полка 15-й гвардейской бомбардировочной авиационной дивизии 4-го гвардейского бомбардировочного авиационного корпуса 18-й воздушной армии                                                                                | гвардии старший лейтенант                 | 27.11.1921 — 02.01.2006  | [ БС 10 ] [ ГС 35 ] [ НЛ 34 ]   |
| 418   | Горе́лик Зиновий Самуилович (Горелик Залман Самуилович)                         | 30.10.1943            | пехота       | командир роты 568-го стрелкового полка 149-й стрелковой дивизии 65-й армии Центрального фронта | старший лейтенант                         | 19.11.1904 — 14.12.1968  | [ БС 10 ] [ ГС 36 ] [ НЛ 35 ]   |
| 419   | Горе́лик Соломон Аронович                                                       | 27.12.1941            | танкист      | помощник по технической части командира танковой роты 1-го танкового полка 1-й танковой бригады 21-й армии Юго-Западного фронта | воентехник 2-го ранга                     | 07.07.1913 — 23.10.1941  | [ БС 10 ] [ ГС 37 ] [ НЛ 36 ]   |
| 420   | Горе́ликов Иван Павлович                                                        | 28.04.1943            | пехота       | командир взвода снайперов 29-го гвардейского стрелкового полка 12-й гвардейской стрелковой дивизии 61-й армии Брянского фронта | гвардии младший лейтенант                 | 27.10.1907 — 06.11.1975  | [ БС 10 ] [ ГС 38 ] [ НЛ 37 ]   |
| 421   | Горе́лов Александр Петрович                                                     | 15.05.1946            | пехота       | командир батальона 120-го гвардейского стрелкового полка 39-й гвардейской стрелковой дивизии 8-й гвардейской армии 1-го Белорусского фронта | гвардии капитан                           | 27.03.1923 — 1953        | [ БС 10 ] [ ГС 39 ] [ НЛ 38 ]   |
| 422   | Горе́лов Василий Павлович                                                       | 22.02.1944            | связисты     | связист роты связи 273-го гвардейского стрелкового полка 89-й гвардейской стрелковой дивизии 37-й армии Степного фронта | гвардии младший сержант                   | 1925 — 07.11.1943        | [ БС 11 ] [ ГС 40 ] [ НЛ 39 ]   |
| 423   | Горе́лов Владимир Михайлович                                                    | 26.04.1944            | танкист      | командир 1-й гвардейской танковой бригады 8-го гвардейского механизированного корпуса 1-й гвардейской танковой армии 1-го Украинского фронта | гвардии полковник                         | 22.07.1909 — 28.01.1945  | [ БС 12 ] [ ГС 41 ] [ НЛ 40 ]   |
| 424   | Горе́лов Владимир Петрович                                                      | 13.09.1944            | пехота       | командир взвода противотанковых ружей 86-го гвардейского стрелкового полка 28-й гвардейской стрелковой дивизии 37-й армии 3-го Украинского фронта | гвардии лейтенант                         | 16.04.1924 — 16.06.2007  | [ БС 12 ] [ ГС 42 ] [ НЛ 41 ]   |
| 425   | Горе́лов Иван Павлович                                                          | 10.01.1944            | артиллерия   | командир огневого взвода артиллерийского дивизиона 71-й механизированной бригады 9-го механизированного корпуса 3-й гвардейской танковой армии 1-го Украинского фронта | младший лейтенант                         | 01.06.1918 — 08.02.1969  | [ БС 12 ] [ ГС 43 ] [ НЛ 42 ]   |
| 426   | Горе́лов Пётр Тимофеевич                                                        | 20.12.1943            | пехота       | разведчик 270-го гвардейского стрелкового полка 89-й гвардейской стрелковой дивизии 37-й армии Степного фронта | гвардии красноармеец                      | 03.07.1923 — ?           | [ БС 12 ] [ ГС 44 ] [ НЛ 43 ]   |
| 427   | Горе́лов Сергей Дмитриевич                                                      | 26.10.1944            | авиация      | заместитель командира эскадрильи 111-го гвардейского истребительного авиационного полка 10-й гвардейской истребительной авиационной дивизии 10-го истребительного авиационного корпуса 2-й воздушной армии 1-го Украинского фронта                                                             | гвардии капитан                           | 23.06.1920 — 22.12.2009  | [ БС 12 ] [ ГС 45 ] [ НЛ 44 ]   |
| 428   | Горенчу́к Феодосий Иванович укр. Горенчук Феодосій Іванович                     | 23.09.1944            | танкист      | командир танкового батальона 12-й гвардейской танковой бригады 4-го гвардейского танкового корпуса 60-й армии 1-го Украинского фронта | гвардии капитан                           | 18.10.1908 — 27.03.1986  | [ БС 12 ] [ ГС 46 ] [ НЛ 45 ]   |
| 429   | Го́рин Анатолий Сергеевич                                                       | 15.05.1946            | авиация      | заместитель командира и штурман эскадрильи 451-го штурмового авиационного полка 264-й штурмовой авиационной дивизии 5-го штурмового авиационного корпуса 5-й воздушной армии 2-го Украинского фронта                                                                                           | лейтенант                                 | 01.03.1922 — 14.11.1981  | [ БС 13 ] [ ГС 47 ] [ НЛ 46 ]   |
| 430   | Го́рин Василий Алексеевич                                                       | 15.05.1946            | авиация      | штурман 43-й авиационной эскадрильи 15-го отдельного разведывательного авиационного полка ВВС Балтийского флота | лейтенант                                 | 23.12.1920 — 06.05.1990  | [ БС 14 ] [ ГС 48 ] [ НЛ 47 ]   |
| 431   | Го́рин Николай Кузьмич                                                          | 27.02.1945            | артиллерия   | наводчик орудия моторизованного батальона автоматчиков 50-й гвардейской танковой бригады 9-го гвардейского танкового корпуса 2-й гвардейской танковой армии 1-го Белорусского фронта | гвардии младший сержант                   | 08.12.1925 — 16.01.2005  | [ БС 14 ] [ ГС 49 ] [ НЛ 48 ]   |
| 432   | Гори́шний Василий Акимович укр. Горішній Василь Якимович                        | 17.10.1943            | пехота       | командир 75-й гвардейской стрелковой дивизии 60-й армии Центрального фронта | гвардии генерал-майор                     | 29.01.1903 — 15.02.1962  | [ БС 14 ] [ ГС 50 ] [ НЛ 49 ]   |
| 433   | Гори́шний Дмитрий Павлович                                                      | 15.05.1946            | артиллерия   | командир отделения разведки 260-го гвардейского пушечного артиллерийского полка 17-й гвардейской пушечной артиллерийской бригады 5-й гвардейской артиллерийской дивизии прорыва РГК в составе войск 2-го Украинского фронта                                                                    | гвардии старший сержант                   | 01.10.1918 — 09.08.2006  | [ БС 14 ] [ ГС 51 ] [ НЛ 50 ]   |
| 434   | Горкуно́в Михаил Степанович укр. Горкунов Михайло Степанович                    | 01.05.1943            | авиация      | заместитель командира эскадрильи 367-го бомбардировочного авиационного полка 132-й бомбардировочной авиационной дивизии 5-й воздушной армии Закавказского фронта | капитан                                   | 05.09.1915 — 06.12.1943  | [ БС 14 ] [ ГС 52 ] [ НЛ 51 ]   |
| 435   | Го́рнов Тимофей Яковлевич                                                       | 24.03.1945            | артиллерия   | командир орудия 597-го артиллерийского полка 159-й стрелковой дивизии 5-й армии 3-го Белорусского фронта | старший сержант                           | 1916 — 23.10.1944        | [ БС 14 ] [ ГС 53 ] [ НЛ 52 ]   |
| 436   | Горобе́ц Алексей Фёдорович укр. Горобець Олексій Федорович                      | 20.12.1943            | связисты     | старший радист 139-й гвардейской отдельной роты связи 92-й гвардейской стрелковой дивизии 37-й армии Степного фронта | гвардии младший сержант                   | 09.04.1922 — 16.07.1961  | [ БС 14 ] [ ГС 54 ] [ НЛ 53 ]   |
| 437   | Горобе́ц Степан Христофорович укр. Горобець Степан Христофорович                | 05.05.1942            | танкист      | командир танка 21-го танкового полка 21-й танковой бригады 30-й армии Калининского фронта | младший лейтенант                         | 08.02.1913 — 08.02.1942  | [ БС 15 ] [ ГС 55 ] [ НЛ 54 ]   |
| 438   | Горобе́ц Тарас Павлович укр. Горобець Тарас Павлович                            | 17.05.1944            | пехота       | командир 337-й стрелковой дивизии 27-й армии 2-го Украинского фронта | полковник                                 | 25.02.1901 — 06.12.1960  | [ БС 16 ] [ ГС 56 ] [ НЛ 55 ]   |
| 439   | Горове́ц Александр Константинович бел. Гаравец Аляксандр Канстанцінавіч         | 28.09.1943            | авиация      | заместитель командира эскадрильи 88-го гвардейского истребительного авиационного полка 8-й гвардейской истребительной авиационной дивизии 5-го истребительного авиационного корпуса 2-й воздушной армии Воронежского фронта                                                                    | гвардии старший лейтенант                 | 12.03.1915 — 06.07.1943  | [ БС 16 ] [ ГС 57 ] [ НЛ 56 ]   |
| 440   | Горово́й Василий Стефанович                                                     | 19.04.1945            | пехота       | помощник командира взвода 550-го стрелкового полка 126-й стрелковой дивизии 43-й армии 3-го Белорусского фронта | старший сержант                           | 13.08.1919 — 1950        | [ БС 16 ] [ ГС 58 ] [ НЛ 57 ]   |
| 441   | Горово́й Владимир Ильич                                                         | 21.12.1973            | КГБ          | сотрудник Первого главного управления КГБ СССР | —                                         | род. 13.11.1932          | —— ——                           |
| 442   | Городе́цкий Василий Романович                                                   | 29.06.1945            | пехота       | автоматчик моторизированного батальона автоматчиков 110-й танковой бригады 18-го танкового корпуса 27-й армии 3-го Украинского фронта | красноармеец                              | 16.03.1904 — 19.07.1976  | [ БС 16 ] [ ГС 60 ] [ НЛ 58 ]   |
| 443   | Городни́чев Николай Павлович                                                    | 05.05.1942            | авиация      | заместитель командира эскадрильи 5-го гвардейского истребительного авиационного полка ВВС Калининского фронта | гвардии майор                             | 28.08.1915 — 01.03.1943  | [ БС 16 ] [ ГС 61 ] [ НЛ 59 ]   |
| 444   | Городовико́в Басан Бадьминович калм. Городовиковин Баснг                        | 19.04.1945            | генерал      | командир 184-й стрелковой дивизии 5-й армии 3-го Белорусского фронта | генерал-майор                             | 15.11.1910 — 17.08.1983  | [ БС 17 ] [ ГС 62 ] [ НЛ 60 ]   |
| 445   | Городовико́в Ока Иванович                                                       | 10.03.1958            | генерал      | за выдающиеся заслуги в деле создания Вооружённых Сил СССР и защиты Советского государства от врагов нашей Родины и проявленный при этом героизм | генерал-полковник в отставке              | 01.10.1879 — 26.02.1960  | ——                              |
| 446   | Горо́хов Геннадий Иванович                                                      | 13.09.1944            | артиллерия   | командир дивизиона 32-го артиллерийского полка 31-й стрелковой дивизии 52-й армии 2-го Украинского фронта | капитан                                   | 15.02.1921 — 25.12.2006  | [ БС 18 ] [ ГС 64 ] [ НЛ 61 ]   |
| 447   | Горо́хов Юрий Иванович                                                          | 04.02.1944            | авиация      | командир эскадрильи 162-го истребительного авиационного полка 309-й истребительной авиационной дивизии 1-й воздушной армии Западного фронта | капитан                                   | 01.08.1921 — 01.01.1944  | [ БС 18 ] [ ГС 65 ] [ НЛ 62 ]   |
| 448   | Горо́шек Павел Антонович (Горощик Павел Антонович) бел. Павел Антонавіч Гарошак | 17.11.1943            | медики       | санитар мотострелкового батальона 69-й механизированной бригады 9-го механизированного корпуса 3-й гвардейской танковой армии Воронежского фронта | красноармеец                              | 10.06.1925 — 19.10.1994  | [ БС 18 ] [ ГС 66 ] [ НЛ 63 ]   |
| 449   | Горо́шко Ярослав Павлович                                                       | 05.05.1988            | пехота       | командир роты 22-й отдельной бригады специального назначения в составе ограниченного контингента советских войск в Афганистане | капитан                                   | 04.10.1957 — 08.06.1994  | ——                              |
| 450   | Го́рский Михаил Николаевич                                                      | 29.05.1945            | артиллерия   | командующий артиллерией 52-й армии 1-го Украинского фронта | гвардии полковник                         | 10.11.1904 — 07.09.1960  | [ БС 18 ] [ ГС 68 ] [ НЛ 64 ]   |
| 451   | Горчако́в Иван Павлович коми Горчаков Иван Павлович                             | 21.02.1945            | артиллерия   | командир батареи 997-го зенитного артиллерийского полка 12-й зенитной артиллерийской дивизии РГК в составе 65-й армии 1-го Белорусского фронта | старший лейтенант                         | 12.06.1922 — 26.02.2004  | [ БС 18 ] [ ГС 69 ] [ НЛ 65 ]   |
| 452   | Горчако́в Пётр Андреевич                                                        | 17.10.1943            | комиссар     | заместитель по политической части командира 1033-го стрелкового полка 280-й стрелковой дивизии 60-й армии Центрального фронта | подполковник                              | 23.11.1917 — 18.05.2002  | [ БС 20 ] [ ГС 70 ] [ НЛ 66 ]   |
| 453   | Горчи́лин Александр Михайлович                                                  | 17.11.1943            | пехота       | заместитель командира отделения мотострелкового батальона 69-й механизированной бригады 9-го механизированного корпуса 3-й гвардейской танковой армии Воронежского фронта | красноармеец                              | 16.09.1925 — 06.05.1970  | [ БС 21 ] [ ГС 71 ] [ НЛ 67 ]   |
| 454   | Горшко́в Василий Николаевич                                                     | 23.10.1943            | пехота       | командир отделения роты автоматчиков 575-го стрелкового полка 161-й стрелковой дивизии 40-й армии Воронежского фронта | младший сержант                           | 17.12.1920 — 31.08.1944  | [ БС 21 ] [ ГС 72 ] [ НЛ 68 ]   |
| 455   | Горшко́в Егор Гаврилович                                                        | 21.03.1940            | танкист      | механик-водитель танка Т-26 танковой роты 27-го стрелкового полка 7-й стрелковой дивизии 7-й армии Северо-Западного фронта | младший комвзвод                          | 1916 — 06.07.1942        | [ БС 21 ] [ ГС 73 ] [ НЛ 69 ]   |
| 456   | Горшко́в Иван Дмитриевич                                                        | 29.10.1943            | пехота       | стрелок 42-го стрелкового полка 180-й стрелковой дивизии 38-й армии Воронежского фронта | красноармеец                              | 22.07.1914 — 09.10.1987  | [ БС 21 ] [ ГС 74 ] [ НЛ 70 ]   |
| 457   | Горшко́в Сергей Георгиевич                                                      | 07.05.1965 21.12.1982 | морской флот | главнокомандующий Военно-Морским флотом СССР, заместитель министра обороны СССР | Адмирал Флота Советского Союза            | 26.02.1910 — 13.05.1988  | ——                              |
| 458   | Горшко́в Сергей Ильич                                                           | 24.03.1945            | артиллерия   | командир орудия 712-го истребительно-противотанкового артиллерийского полка 17-й истребительно-противотанковой артиллерийской бригады РГК в составе 2-й гвардейской армии 1-го Прибалтийского фронта                                                                                           | старший сержант                           | 21.09.1911 — 08.11.1952  | [ БС 21 ] [ ГС 76 ] [ НЛ 71 ]   |
| 459   | Го́рьков Николай Фёдорович                                                      | 03.06.1944            | пехота       | командир пулемётного расчёта 142-го гвардейского стрелкового полка 47-й гвардейской стрелковой дивизии 8-й гвардейской армии 3-го Украинского фронта | гвардии младший сержант                   | 05.08.1925 — 09.11.2012  | [ БС 22 ] [ ГС 77 ] [ НЛ 72 ]   |
| 460   | Горюно́в Николай Фёдорович                                                      | 24.03.1945            | артиллерия   | командир батареи 107-го миномётного полка 3-й миномётной бригады 7-й артиллерийской дивизии прорыва РГК в составе 46-й армии 2-го Украинского фронта | старший лейтенант                         | 22.03.1923 — 04.07.1986  | [ БС 23 ] [ ГС 78 ] [ НЛ 73 ]   |
| 461   | Горюно́в Сергей Кондратьевич                                                    | 28.04.1945            | генерал      | командующий 5-й воздушной армией | генерал-полковник                         | 07.10.1899 — 02.10.1967  | [ БС 23 ] [ ГС 79 ] [ НЛ 74 ]   |
| 462   | Горю́шкин Николай Иванович                                                      | 10.01.1944 10.04.1945 | пехота       | командир роты 22-й гвардейской мотострелковой бригады 6-го гвардейского танкового корпуса 3-й гвардейской танковой армии Воронежского фронта командир батальона 22-й гвардейской мотострелковой бригады 6-го гвардейского танкового корпуса 3-й гвардейской танковой армии Воронежского фронта | гвардии старший лейтенант гвардии капитан | 01.12.1915 — 12.11.1945  | [ БС 23 ] [ ГС 80 ] [ НЛ 75 ]   |
| 463   | Горя́йнов Николай Иосифович                                                     | 19.10.1957            | авиация      | лётчик-испытатель ОКБ В. М. Мясищева | подполковник                              | 14.02.1924 — 23.09.1976  | ——                              |
| 464   | Горя́чев Виктор Фёдорович                                                       | 26.10.1944            | авиация      | заместитель командира и штурман эскадрильи 7-го гвардейского штурмового авиационного полка 230-й штурмовой авиационной дивизии 4-й воздушной армии 2-го Белорусского фронта | гвардии старший лейтенант                 | 14.11.1918 — 24.10.1944  | [ БС 23 ] [ ГС 82 ] [ НЛ 76 ]   |
| 465   | Горя́чев Владимир Петрович                                                      | 04.06.1944            | инженер      | командир отделения 10-го гвардейского отдельного батальона минёров Калининского фронта | гвардии старший сержант                   | 06.01.1923 — 12.05.1943  | [ БС 23 ] [ ГС 83 ] [ НЛ 77 ]   |
| 466   | Горя́чев Иван Михайлович                                                        | 18.12.1956            | танкист      | механик-водитель танка 62-го танкового полка 11-й гвардейской механизированной дивизии 8-й механизированной армии Прикарпатского военного округа | сержант                                   | 1933 — 09.11.1956        | ——                              |
| 467   | Горя́чев Николай Иванович                                                       | 08.05.1965            | партизан     | активный участник партизанской борьбы в Ленинградской области, боец молодёжного диверсионно-разведывательного партизанского отряда «Земляки» | —                                         | 24.04.1924 — апрель 1943 | ——                              |
| 468   | Горя́чев Павел Иванович                                                         | 24.05.1944            | танкист      | командир 9-й гвардейской механизированной бригады 3-го гвардейского механизированного корпуса 47-й армии Воронежского фронта | гвардии полковник                         | 28.06.1895 — 20.07.1968  | [ БС 25 ] [ ГС 86 ] [ НЛ 78 ]   |
| 469   | Горя́чкин Тимофей Степанович                                                    | 15.05.1946            | авиация      | командир звена 99-го гвардейского отдельного разведывательного авиационного полка 15-й воздушной армии Ленинградского фронта | гвардии старший лейтенант                 | 04.03.1922 — 07.05.1974  | [ БС 25 ] [ ГС 87 ] [ НЛ 79 ]   |
| 470   | Го́стев Александр Сергеевич                                                     | 17.10.1943            | пехота       | помощник командира взвода роты автоматчиков 574-го стрелкового полка 121-й стрелковой дивизии 60-й армии Центрального фронта | старший сержант                           | 1920 — 14.10.1943        | [ БС 25 ] [ ГС 88 ] [ НЛ 80 ]   |
| 471   | Гости́щев Пётр Максимович                                                       | 19.04.1945            | артиллерия   | командир орудия 261-го гвардейского стрелкового полка 87-й гвардейской стрелковой дивизии 43-й армии 3-го Белорусского фронта | гвардии сержант                           | 20.05.1925 — 28.01.1984  | [ БС 25 ] [ ГС 89 ] [ НЛ 81 ]   |
| 472   | Го́тлиб Эммануил Давидович ивр. עמנואיל דוידוביץ' גוטליב‎                        | 24.03.1945            | пехота       | заместитель по строевой части командира 1336-го стрелкового полка 319-й стрелковой дивизии 22-й армии 2-го Прибалтийского фронта | майор                                     | 25.11.1908 — 06.05.1991  | [ БС 25 ] [ ГС 90 ] [ НЛ 82 ]   |
| 473   | Го́фман Генрих Борисович ивр. גנריך בוריסוביץ' גופמאן‎                           | 26.10.1944            | авиация      | заместитель командира эскадрильи 622-го штурмового авиационного полка 214-й штурмовой авиационной дивизии 15-й воздушной армии 2-го Прибалтийского фронта | старший лейтенант                         | 28.02.1922 — 22.05.1995  | [ БС 25 ] [ ГС 91 ] [ НЛ 83 ]   |
| 474   | Гоцири́дзе Георгий Георгиевич груз. გოცირიძე გიორგი                             | 25.10.1943            | инженер      | командир 62-го гвардейского отдельного сапёрного батальона 3-го гвардейского механизированного корпуса 47-й армии Воронежского фронта | гвардии майор                             | 14.11.1910 — 01.05.1977  | [ БС 25 ] [ ГС 92 ] [ НЛ 84 ]   |
| 475   | Грабове́нко Максим Иванович укр. Грабовенко Максим Іванович                     | 24.12.1943            | артиллерия   | наводчик орудия 691-го артиллерийского полка 237-й стрелковой дивизии 40-й армии Воронежского фронта | младший сержант                           | 11.08.1923 — 12.11.1980  | [ БС 26 ] [ ГС 93 ] [ НЛ 85 ]   |
| 476   | Гра́бский Михаил Исаакович ивр. מיכאיל איסאקוביץ' גראבסקי‎                       | 10.01.1944            | танкист      | командир орудия танка Т-34 52-й гвардейской танковой бригады 6-го гвардейского танкового корпуса 3-й гвардейской танковой армии 1-го Украинского фронта | гвардии сержант                           | 02.04.1923 — 03.08.2007  | ——                              |
| 477   | Грабча́к Андрей Михайлович укр. Грабчак Андрій Михайлович                       | 02.05.1945            | нквд         | активный участник партизанской борьбы на Украине, командир партизанского соединения имени Л. П. Берия | майор государственной безопасности        | 23.11.1910 — 19.06.1973  | [ БС 27 ] [ ГС 95 ] [ НЛ 87 ]   |
| 478   | Грабчу́к Максим Григорьевич укр. Грабчук Максим Григорович                      | 26.10.1943            | инженер      | командир понтонно-мостовой роты 19-го отдельного понтонно-мостового батальона 7-й гвардейской армии 2-го Украинского фронта | старший лейтенант                         | 25.04.1911 — 28.12.1948  | [ БС 27 ] [ ГС 96 ] [ НЛ 88 ]   |
| 479   | Граждани́нов Павел Андреевич                                                    | 01.05.1943            | авиация      | командир звена 169-го истребительного авиационного полка 210-й истребительной авиационной дивизии 1-го истребительного авиационного корпуса Калининского фронта | лейтенант                                 | 19.12.1920 — 05.03.1943  | [ БС 27 ] [ ГС 97 ] [ НЛ 89 ]   |
| 480   | Гражда́нкин Виктор Иванович                                                     | 28.04.1945            | артиллерия   | командир 11-й лёгкой артиллерийской бригады 7-й артиллерийской дивизии прорыва РГК в составе 46-й армии 2-го Украинского фронта | полковник                                 | 23.09.1900 — 13.08.1977  | [ БС 27 ] [ ГС 98 ] [ НЛ 90 ]   |
| 481   | Гра́нкин Иван Иванович                                                          | 27.02.1945            | танкист      | командир танкового взвода 49-й гвардейской танковой бригады 12-го гвардейского танкового корпуса 2-й гвардейской танковой армии 1-го Белорусского фронта | старший лейтенант                         | 21.01.1924 — 01.01.1994  | [ БС 27 ] [ ГС 99 ] [ НЛ 91 ]   |
| 482   | Гра́нкин Павел Николаевич                                                       | 13.09.1944            | пехота       | командир пулемётного расчёта мотострелкового батальона 2-й механизированной бригады 5-го механизированного корпуса 6-й танковой армии 2-го Украинского фронта | красноармеец                              | 13.07.1925 — 26.09.2012  | [ БС 28 ] [ ГС 100 ] [ НЛ 92 ]  |
| 483   | Гра́фов Владимир Сергеевич                                                      | 31.05.1945            | пехота       | командир 8-го гвардейского отдельного мотоциклетного батальона 8-го гвардейского механизированного корпуса 1-й гвардейской танковой армии 1-го Белорусского фронта | гвардии майор                             | 28.06.1913 — 09.12.1991  | [ БС 29 ] [ ГС 101 ] [ НЛ 93 ]  |
| 484   | Гра́фов Игорь Александрович                                                     | 01.07.1944            | артиллерия   | командир зенитно-пулемётного взвода 803-го армейского зенитно-артиллерийского полка 2-й ударной армии Ленинградского фронта | младший лейтенант                         | 14.11.1923 — 22.02.1944  | [ БС 29 ] [ ГС 102 ] [ НЛ 94 ]  |
| 485   | Грациа́нский Алексей Николаевич укр. Граціанський Олексій Миколайович           | 01.05.1957            | авиация      | лётчик-испытатель Лётно-исследовательского института | —                                         | 20.03.1905 — 20.01.1987  | ——                              |
| 486   | Грачёв Аким Герасимович                                                        | 21.03.1940            | артиллерия   | командир огневого взвода 24-го корпусного артиллерийского полка 7-й армии Северо-Западного фронта | младший лейтенант                         | 22.09.1914 — 14.11.1993  | [ БС 29 ] [ ГС 104 ] [ НЛ 95 ]  |
| 487   | Грачёв Алексей Иванович                                                        | 05.11.1944            | авиация      | командир звена 44-й авиационной эскадрильи 15-го отдельного разведывательного авиационного полка ВВС Балтийского флота | капитан                                   | 23.04.1914 — 08.05.1945  | [ БС 29 ] [ ГС 105 ] [ НЛ 96 ]  |
| 488   | Грачёв Анатолий Александрович                                                  | 04.02.1944            | авиация      | заместитель командира эскадрильи 272-го истребительного авиационного полка 309-й истребительной авиационной дивизии 1-й воздушной армии Западного фронта | старший лейтенант                         | 05.06.1919 — 26.04.1996  | [ БС 29 ] [ ГС 106 ] [ НЛ 97 ]  |
| 489   | Грачёв Виктор Георгиевич                                                       | 18.08.1945            | генерал      | командир 2-й авиационной дивизии особого назначения Главного командования Военно-воздушных сил РККА | генерал-майор                             | 14.12.1907 — 15.11.1991  | [ БС 29 ] [ ГС 107 ] [ НЛ 98 ]  |
| 490   | Грачёв Иван Николаевич                                                         | 16.10.1943            | пехота       | командир отделения 78-го стрелкового полка 74-й стрелковой дивизии 13-й армии Центрального фронта | сержант                                   | 1903 — 20.10.1943        | [ БС 30 ] [ ГС 108 ] [ НЛ 99 ]  |
| 491   | Грачёв Иван Петрович                                                           | 16.01.1942            | авиация      | заместитель командира эскадрильи 191-го истребительного авиационного полка 7-го истребительного авиационного корпуса ПВО Ленинградского фронта | младший лейтенант                         | 05.01.1915 — 14.09.1944  | [ БС 31 ] [ ГС 109 ] [ НЛ 100 ] |
| 492   | Грачёв Павел Сергеевич                                                         | 05.05.1988            | генерал      | командир 103-й гвардейской воздушно-десантной дивизии 40-й армии ограниченного контингента советских войск в Афганистане | гвардии генерал-майор                     | 01.01.1948 — 23.09.2012  | ——                              |
| 493   | Гребенёв Аркадий Дмитриевич                                                    | 26.10.1944            | авиация      | штурман 111-го гвардейского истребительного авиационного полка 10-й гвардейской истребительной авиационной дивизии 2-й воздушной армии 1-го Украинского фронта | гвардии капитан                           | 29.07.1919 — 05.07.1999  | [ БС 31 ] [ ГС 111 ] [ НЛ 101 ] |
| 494   | Гребенёв Аркадий Филимонович                                                   | 24.12.1943            | артиллерия   | орудийный номер расчёта 981-го зенитно-артиллерийского полка 9-й зенитно-артиллерийской дивизии 40-й армии 1-го Украинского фронта | ефрейтор                                  | 01.08.1924 — 22.10.1943  | [ БС 31 ] [ ГС 112 ] [ НЛ 102 ] |
| 495   | Гребе́нник Кузьма Евдокимович                                                   | 29.05.1945            | генерал      | командир 37-й гвардейской стрелковой дивизии 18-го стрелкового корпуса 65-й армии 2-го Белорусского фронта | гвардии генерал-майор                     | 17.02.1900 — 22.09.1974  | [ БС 31 ] [ ГС 113 ] [ НЛ 103 ] |
| 496   | Гребе́нников Борис Иванович                                                     | 13.09.1944            | танкист      | командир танка 36-й гвардейской танковой бригады 4-го гвардейского механизированного корпуса 3-го Украинского фронта | гвардии младший лейтенант                 | 07.11.1924 — 08.03.1944  | [ БС 31 ] [ ГС 114 ] [ НЛ 104 ] |
| 497   | Гребе́нский Сергей Иванович                                                     | 15.05.1946            | артиллерия   | механик-водитель самоходной артиллерийской установки СУ-76 1509-го самоходного артиллерийского полка 2-го гвардейского механизированного корпуса 46-й армии 2-го Украинского фронта | старший сержант                           | 17.03.1914 — 01.04.1991  | [ БС 31 ] [ ГС 115 ] [ НЛ 105 ] |
| 498   | Гребеню́к Евтей Моисеевич укр. Гребенюк Євтей Мойсейович                        | 24.03.1945            | пехота       | помощник командира взвода 85-го гвардейского стрелкового полка 32-й гвардейской стрелковой дивизии 2-й гвардейской армии 1-го Прибалтийского фронта | гвардии старший сержант                   | 20.03.1900 — 20.08.1944  | [ БС 31 ] [ ГС 116 ] [ НЛ 106 ] |
| 499   | Гребеню́к Никита Андреевич укр. Гребенюк Микита Андрійович                      | 20.04.1945            | морской флот | заместитель командира отделения 384-го отдельного батальона морской пехоты Одесской Военно-морской базы Черноморского флота | старшина второй статьи                    | 21.09.1918 — 17.02.1995  | [ БС 32 ] [ ГС 117 ] [ НЛ 107 ] |
| 500   | Гре́бнев Андрей Феоктистович                                                    | 06.04.1945            | пехота       | командир 470-го стрелкового полка 194-й стрелковой дивизии 48-й армии 1-го Белорусского фронта | полковник                                 | 30.11.1912 — 20.10.1973  | [ БС 33 ] [ ГС 118 ] [ НЛ 108 ] |
| 501   | Гре́бченко Сергей Сергеевич укр. Гребченко Сергій Сергійович                    | 26.09.1944            | пехота       | командир взвода 8-й мотострелковой бригады 9-го танкового корпуса 1-го Белорусского фронта | лейтенант                                 | 12.10.1919 — 24.04.1991  | [ БС 33 ] [ ГС 119 ] [ НЛ 109 ] |
| 502   | Гре́дин Пётр Тимофеевич                                                         | 19.03.1944            | связисты     | телефонист взвода связи 1147-го стрелкового полка 353-й стрелковой дивизии 46-й армии 3-го Украинского фронта | красноармеец                              | 01.12.1925 — 08.02.1980  | [ БС 33 ] [ ГС 120 ] [ НЛ 110 ] |
| 503   | Грек Иван Михайлович укр. Грек Іван Михайлович                                 | 10.04.1945            | артиллерия   | механик-водитель самоходной артиллерийской установки 1403-го самоходно-артиллерийского полка 21-й армии 1-го Украинского фронта | старший сержант                           | 27.11.1914 — 21.06.1977  | [ БС 33 ] [ ГС 121 ] [ НЛ 111 ] |
| 504   | Гре́ков Леонид Игнатьевич                                                       | 27.12.1941            | авиация      | помощник командира 169-го истребительного авиационного полка 52-й отдельной армии | капитан                                   | 27.12.1913 — 29.10.1941  | [ БС 33 ] [ ГС 122 ] [ НЛ 112 ] |
| 505   | Гре́ков Николай Семёнович                                                       | 07.04.1940            | пехота       | пулемётчик 212-го стрелкового полка 49-й стрелковой дивизии 13-й армии Северо-Западного фронта | красноармеец                              | 29.04.1906 — 04.09.1974  | [ БС 33 ] [ ГС 123 ] [ НЛ 113 ] |
| 506   | Гре́ков Пётр Исаевич                                                            | 31.05.1945            | артиллерия   | командир батареи 76-мм пушек 89-го стрелкового полка 23-й стрелковой дивизии 61-й армии 1-го Белорусского фронта | старший лейтенант                         | 29.06.1922 — 14.08.1981  | [ БС 34 ] [ ГС 124 ] [ НЛ 114 ] |
| 507   | Грель Илья Михайлович укр. Грель Ілля Михайлович                               | 31.05.1945            | артиллерия   | командир 1137-го лёгкого артиллерийского полка 169-й лёгкой артиллерийской бригады 14-й артиллерийской дивизии 6-го артиллерийского корпуса прорыва РГК в составе 5-й ударной армии 1-го Белорусского фронта                                                                                   | подполковник                              | 20.06.1902 — 30.03.1945  | [ БС 35 ] [ ГС 125 ] [ НЛ 115 ] |
| 508   | Гре́хов Михаил Александрович                                                    | 31.05.1945            | артиллерия   | командир 198-й отдельной лёгкой артиллерийской бригады 2-й гвардейской танковой армии 1-го Белорусского фронта | полковник                                 | 07.09.1901 — 16.11.1971  | [ БС 35 ] [ ГС 126 ] [ НЛ 116 ] |
| 509   | Гре́цкий Владимир Иванович                                                      | 31.03.1943            | комиссар     | заместитель по политической части командира танковой роты 134-го танкового полка 10-й гвардейской кавалерийской дивизии 4-го гвардейского кавалерийского корпуса Северной группы войск Закавказского фронта                                                                                    | младший лейтенант                         | 14.06.1912 — 08.09.2000  | [ БС 35 ] [ ГС 127 ] [ НЛ 117 ] |
| 510   | Гре́цкий Пётр Петрович                                                          | 19.03.1944            | танкист      | командир 5-го гвардейского отдельного танкового полка прорыва 8-й гвардейской армии 3-го Украинского фронта | гвардии подполковник                      | 18.04.1904 — 25.07.1972  | [ БС 35 ] [ ГС 128 ] [ НЛ 118 ] |

| Навигационная таблица | Навигационная таблица                |
| --------------------- | ------------------------------------ |
| «Г»                   | Габайдулин Геннадий — Гаркуша Кузьма |
| «Г»                   | Гаркуша Николай — Гнидаш Кузьма      |
| «Г»                   | Гнидо Пётр — Горбач Михаил           |
| «Г»                   | Горбач Феодосий — Грецкий Пётр       |
| «Г»                   | Гречаный Парфентий — Губанов Николай |
| «Г»                   | Губарев Алексей — Гущин Фёдор        |